# David Irvine
Pour les articles homonymes, voir Irvine.
David Irvine (1831-1924) est un agriculteur et un homme politique canadien du Nouveau-Brunswick.

## Biographie
David Irvine naît le 26 novembre 1831 dans le Comté de Fermanagh, en Irlande. Libéral, il se lance en politique et est élu député fédéral de la circonscription de Carleton le 16 février 1881, lors d'une élection partielle organisée en raison du décès du député en titre, George Heber Connell. Il est réélu lors de l'élection suivante en 1882.
David Irvine meurt le 28 mai 1924.